# Badminton bei den European Universities Games 2022
Bei den European Universities Games 2022 wurden sechs Badmintonwettbewerbe ausgetragen. Sie fanden vom 28. bis zum 31. Juli 2022 in Łódź statt.

## Sieger und Platzierte
| Disziplin    | Gold                         | Silber                         | Bronze                                      |
| ------------ | ---------------------------- | ------------------------------ | ------------------------------------------- |
| Herreneinzel | Johnny Torjussen             | Valentin Singer                | Oleksandar Shmundyak                        |
| Herreneinzel | Johnny Torjussen             | Valentin Singer                | Jiří Král                                   |
| Dameneinzel  | Rosy Pancasari               | Daniella Gonda                 | Kate Frost                                  |
| Dameneinzel  | Rosy Pancasari               | Daniella Gonda                 | Brid Stepper                                |
| Herrendoppel | Thomas Baures Matéo Martinez | Johnny Torjussen Samuel Smith  | Valentin Singer Simon Baron-Vezilier        |
| Herrendoppel | Thomas Baures Matéo Martinez | Johnny Torjussen Samuel Smith  | Robin William Gerber Nicolas Dimitri Gerber |
| Damendoppel  | Rachael Woods Sian Kelly     | Valyeriya Masaylo Polina Tkach | Brid Stepper Katja Hollenz                  |
| Damendoppel  | Rachael Woods Sian Kelly     | Valyeriya Masaylo Polina Tkach | Kate Frost Moya Ryan                        |
| Mixed        | Samuel Smith Sian Kelly      | David Walsh Kate Frost         | Krzysztof Jakowczuk Magdalena Witek         |
| Mixed        | Samuel Smith Sian Kelly      | David Walsh Kate Frost         | Mykhaylo Makhnovskyy Valeriia Rudakova      |
| Teams        | Universität Straßburg        | University of Nottingham       | Universität Lausanne                        |
| Teams        | Universität Straßburg        | University of Nottingham       | Universität Bordeaux                        |